# Multisymplektische Mannigfaltigkeit
In der mathematischen Physik sind multisymplektische Mannigfaltigkeiten eine Verallgemeinerung symplektischer Mannigfaltigkeiten, die für eine Hamiltonsche Formulierung von Quantenfeldtheorien genutzt werden.

## Definition
Eine multisymplektische Mannigfaltigkeit oder {\displaystyle k}-plektische Mannigfaltigkeit ist eine glatte Mannigfaltigkeit {\displaystyle M} mit einer Differentialform {\displaystyle \omega \in \Omega ^{k+1}(M)}, für die die Abbildung
{\displaystyle TM\to \Lambda ^{k}T^{*}M,v\mapsto \iota _{v}\omega }
injektiv ist. Hier ist {\displaystyle TM} der Tangentialraum, {\displaystyle T^{*}M} der Kotangentialraum und {\displaystyle \Lambda ^{k}T^{*}M} der Raum der {\displaystyle k}-Formen.

## Beispiele
- Symplektische Mannigfaltigkeiten sind {\displaystyle 1}-plektisch.
- Riemannsche Mannigfaltigkeiten der Dimension {\displaystyle n} sind mit ihrer Volumenform {\displaystyle (n-1)}-plektisch.
- Produkte multisymplektischer Mannigfaltigkeiten sind multisymplektisch.
- Das Kotangentialbündel {\displaystyle T^{*}Y} und allgemeiner das Multikotangentialbündel {\displaystyle \Lambda ^{k}T^{*}Y} einer glatten Mannigfaltigkeit {\displaystyle Y} sind multisymplektisch.
- Geschlossene {\displaystyle G_{2}}-Strukturen sind {\displaystyle 2}-plektisch.